# Parafestuca
Parafestuca és un gènere monotípic de plantes de la família de les poàcies. La seva única espècie: Parafestuca albida és originària de Madeira.
Alguns autors ho inclouen en el gènere Festuca  L. 1753.

## Taxonomia
Parafestuca albida va ser descrita per (Lowe) E.B.Alexeev i publicat en Bjulleten Moskovskogo Obačestva estva Ispytatelej Prirody, Otdel Biologičeskij 90(5): 108-109, f. 2. 1985.
Sinonímia
- Festuca albida Lowe[3]